# Mercedes-Benz R107

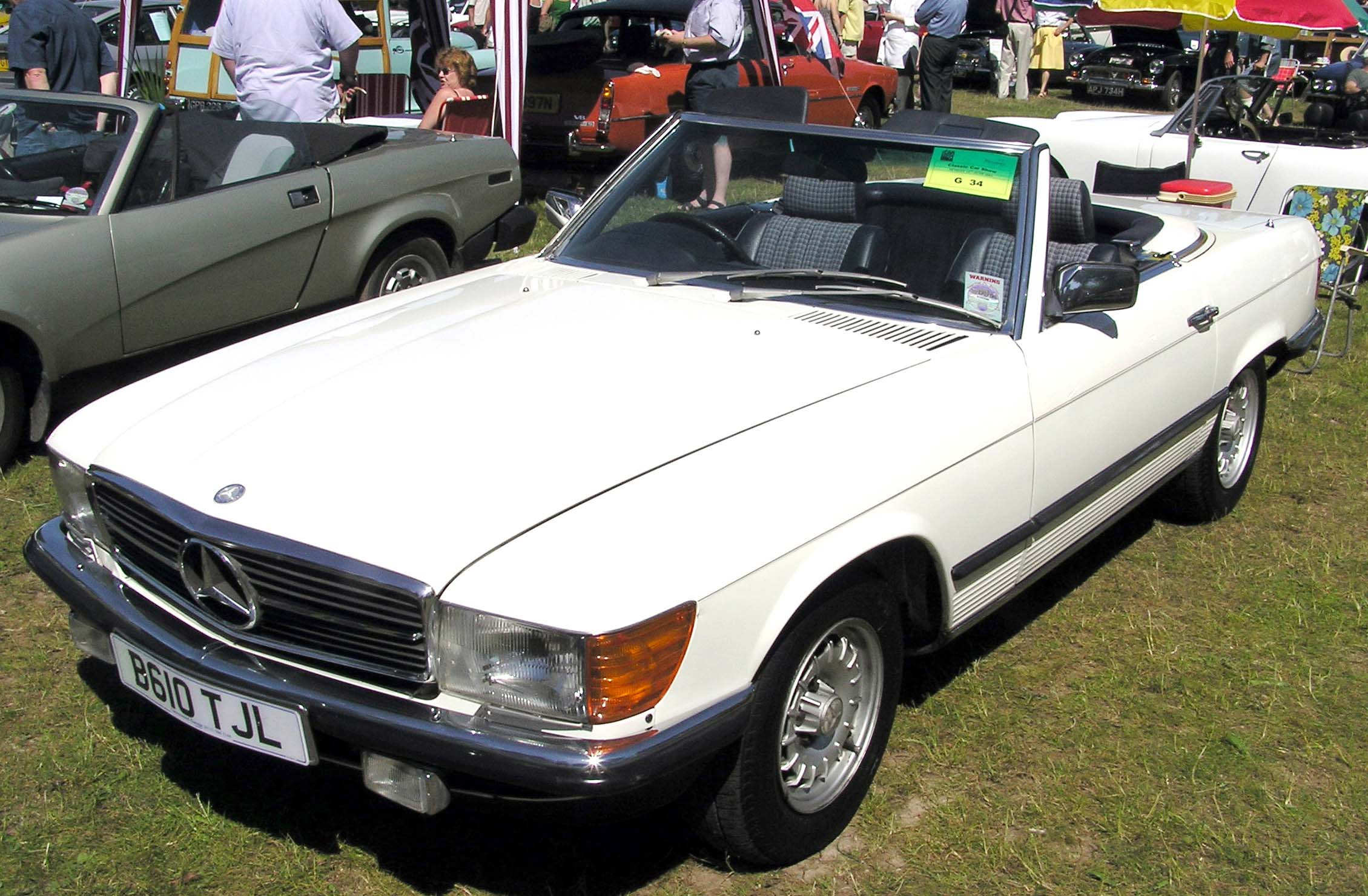
Un Mercedes-Benz 280 SL de 1984, con el volante a la derecha.

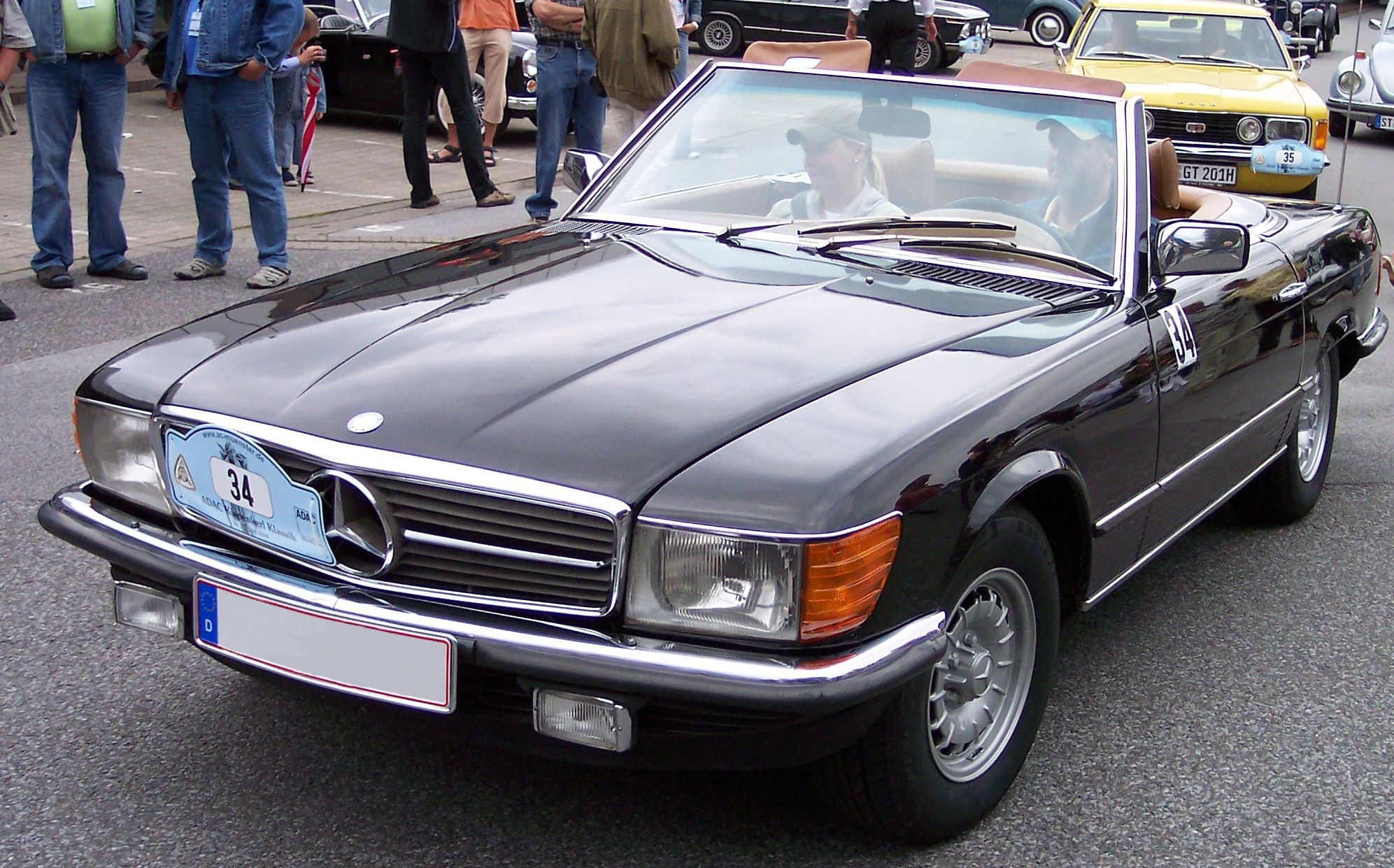
Mercedes-Benz 450 SL (1971).

El Mercedes-Benz R107 es un automóvil deportivo con carrocerías roadster o cupé producido por el fabricante de automóviles alemán Mercedes-Benz desde 1971 hasta 1989. La carrocería del R107 (también llamado W107) se creó en 1971 tras finalizar la producción del SL W113, más conocido como Pagoda.

## Orígenes
La primera versión de este SL, es muy distinta de su predecesor aunque conserva algunos rasgos típicos de los SL, como la parrilla central con el logotipo de Mercedes-Benz, el techo rígido en forma de pagoda, y muchas otras cosas que hacen recordar aquel aire típico del deportivo de excelencia de Mercedes.
El nuevo SL salió a la venta en 1971 inicialmente con una sola motorización de 3.500 cc conocido como 350 SL, que entre sus características estaba una mayor potencia de 195 CV, motor con inyección, mejor desplazamiento y mejor estabilidad, gracias a un chasis reforzado. También incluía un techo abatible y la opción del techo rígido. Era de dos plazas con opción de pedir un pequeño asiento en la parte trasera pero que resultaba ser incómodo, por ello se estableció más como un roadster biplaza que como un deportivo familiar. Su principal característica es que fue el único 107 de motor V8 que trajo como opción caja de cambios mecánica o automática.
Se diferencia de las evoluciones siguientes en que los parachoques incorporaban una especie de salientes de goma que le daban un toque clásico, aunque luego fueron eliminados en las siguientes versiones.

## Versión cupé
En 1973, y para responder a las críticas hechas al incómodo asiento trasero, se decide crear una nueva variante en este deportivo conocido como SLC. Este nuevo deportivo combinaba la carrocería del descapotable pero con un techo cupé y más espacio en su interior, dando la posibilidad de albergar cómodamente a cuatro personas (se alargó 30 cm más que el convertible para que existiera esa posibilidad). Este nuevo cupé deportivo se fabricó durante 9 años con diferentes motorizaciones.
El SL y el SLC tuvieron bastantes pedidos en sus versiones iniciales, 350 SL y 350 SLC. Para el mercado estadounidense se introdujo una modificación: el original 350 fue reemplazado por un motor de 4.500 cc y 215 CV con unos parachoques iguales a la versión europea pero con la característica de tener dobles faros, pero siguió con la misma denominación de 350 SL hasta 1974 cuando formalmente pasó a llamarse 450 SL y se hace el principal cambio que distingue la versión hecha para el mercado americano con la versión hecha para el mercado europeo: los parachoques, tanto el delantero como el trasero se extendieron con unos pequeños amortiguadores en su interior, con la idea de ser más seguros. Lo mismo sucedió para el SLC que se vendieron en el mercado americano.

## Nuevos motores
En 1976 llegó un nuevo motor para el mercado europeo, el 280 SL, conocido por un motor denominado M110, que traía una ingeniería totalmente moderna para la época, incorporaba un motor de 6 cilindros en línea de 2800 cc, con doble árbol de levas (DOHC),una mejor inyección y rendimiento y por supuesto un consumo mucho menor de combustible, versión que también se tomó para incorporarlo en los SLC, llamándose 280 SLC. Traía la opción de caja manual de 4 marchas o automática de 3. El 350 SL siguió su producción hasta 1977 cuando se reemplazó totalmente por un nuevo motor, el primer M117, un motor de 4.500 cc, que se incorporó tanto en el mercado europeo como en el estadounidense. Estas nuevas motorizaciones tuvieron gran demanda.
Las opciones en el mercado para ese momento eran para Europa el 280 SL y 450 SL, y para el mercado americano el 450 SL.

## Puesta al día
En 1981 Mercedes-Benz lanzó al mercado una nueva gama de motores y opciones para el 107, pero terminó con la producción en serie del SLC, dejando en producción hasta el año siguiente dos de sus versiones, el 450 SLC 5.0 y el 500 SLC que tuvieron una producción mucho más limitada.
Las principales características de esta nueva evolución eran un nuevo spoiler delantero, de caucho y abarca toda la parte baja del frente del coche, caja de cinco velocidades, cambió la forma de los cabeceros de los asientos y si se pedía con la opción de elevalunas eléctricos, estos ya traen unos pequeños interruptores. En su ingeniería el motor pese a ser el mismo se le hacen nuevos ajustes para dar una sensación de manejo más confortable.
En primer lugar, para el mercado europeo continúa la versión pequeña del 280 SL, pero se le hacen unas pequeñas modificaciones para responder a las críticas hechas, la caja manual ya trae 5 velocidades, y una suspensión un poco más blanda.
Se lanzó al mercado una versión intermedia para satisfacer las demandas de quienes veían en el 280 un coche un poco lento, se lanzó al mercado el 380 SL, un motor de 3.800 C.c, de caja automática de cuatro velocidades, con una mayor potencia, y el 450 SL fue reemplazado por el 500 SL en su primera versión, que era un motor similar, también M117, pero totalmente renovado para otorgar unas máximas prestaciones.
Para el mercado americano el 450 SL fue reemplazado por el 380 SL que incluía las prestaciones anteriormente dichas pero con los estándares de seguridad americano (parachoques anchos y dobles faros).

## Versión final

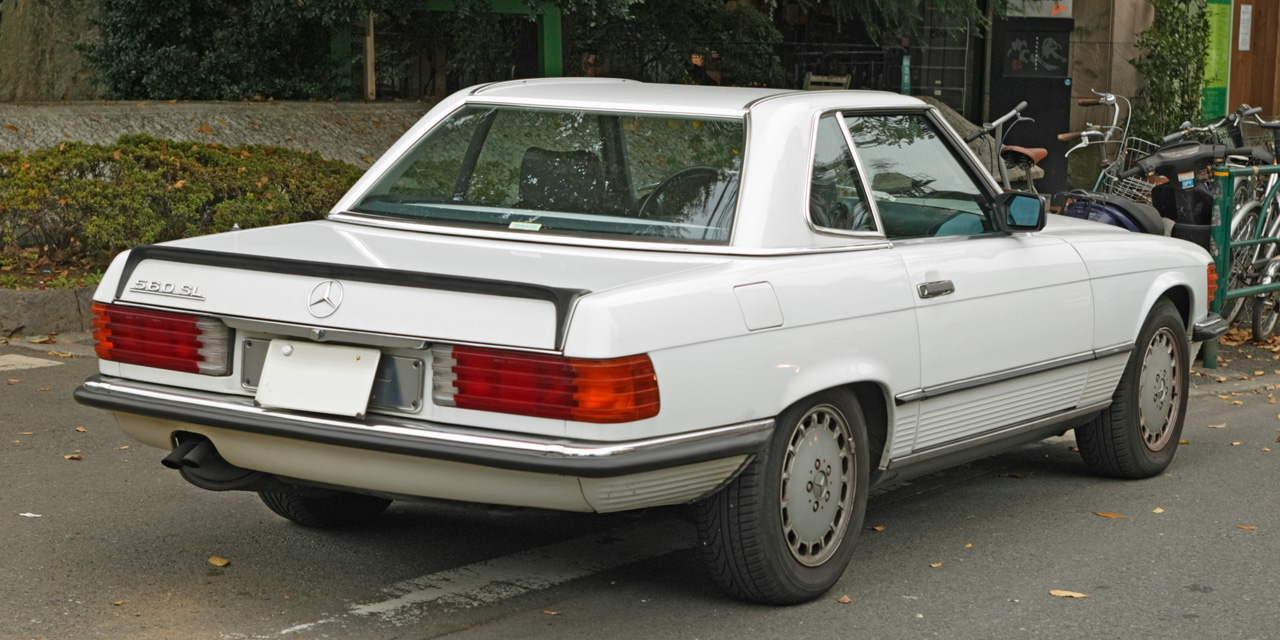
Mercedes-Benz 560 SL.

En 1985 se lanzó la última modificación para los R107, una nueva gama de motorizaciones entraron al mercado renovando prácticamente toda la ingeniería del 107. Esta última generación conserva la estructura clásica del 107 pero en su ingeniería se convierte en un vehículo totalmente distinto, vale resaltar que en su parte exterior se reemplaza el parachoques delantero pequeño de goma y pasa a tener uno más grande que sigue las curvas de la parte baja de las puertas, con lo cual se logra darle un aspecto más juvenil. También llantas de 15 pulgadas (iguales a las que venían con el 300 E carrocería 124 o los del 300 SE carrocería 126). En su parte interior los asientos son un poco más anchos y confortables.
Los nuevos motores, pese a tener un poco más de cilindrada pasaron a ser mucho más económicos que sus antecesores. El motor M110 que traía el 280 SL fue sustituido por un motor M103, de 3.000 cc, 6 cilindros en línea, con una caja de cinco velocidades y una suspensión totalmente renovada, esta versión inicial fue conocida como 300 SL.
El 380 SL fue reemplazado por el 420 SL, de conceptos muy similares al anterior pero con un mejor rendimiento del motor logrando incluso un menor consumo, una caja automática, y una suspensión más elástica que permite un mejor agarre en las curvas, el 420 fue pensado para quienes quería tener un motor V8 en su r107 pero que no tuviera el mismo consumo de un 5.000 C.c.
Por último para el mercado europeo se continuó la versión del 500 SL, de 5.000 cc, con un motor nuevo que otorga mucho más rendimiento.
Y finalmente para el mercado americano el 380 SL es reemplazado por una nueva versión que se creó, el 560 SL, de estructura similar al 500.

## Datos técnicos

### 280 SL
- Producción: desde agosto de 1974 hasta octubre de 1985
- N.º de ejemplares construidos: 25.456
- Motor: M110, 6 cilindros en línea
- Diámetro/Carrera: 86 × 78,8 mm
- Cilindrada: 2.746 cc
- Relación de compresión: 9:1, opcional baja compresión de 8:1. Desde junio de 1976 8,7:1 y desde abril de 1978 9:1
- Alimentación: Inyección Bosch D-Jetronic, desde junio de 1976 Bosch K-Jetronic
- Potencia: 185 CV DIN a 6.000 rpm, motor de baja compresión 170 CV DIN a 6.000 rpm. Desde junio de 1976 177 CV DIN a 6.000 rpm y desde abril de 1978 185 CV DIN a 5.800 rpm
- Par Máximo: 24,3 mkg a 4.500 rpm.
- Transmisión: 
  - Cambio estándar de 4 velocidades: 1.ª-3,90:1, 2.ª-2,30:1, 3.ª-1,41:1, 4.ª-1,00:1, MA-3,66:1
  - Opcional de 5 velocidades: 1.ª-3,96:1, 2.ª-2,34:1, 3.ª-1,43:1, 4.ª-1,00:1, 5.ª-0,88:1, MA-3,72:1
  - Opcional automática de 4 velocidades: 1.ª-3,98:1, 2.ª-2,39:1, 3.ª-1,46:1, 4.ª-1,00:1, MA-5,48:1.
  - Desde la primavera de 1981: manual de 5 velocidades 1.ª-3,82:1, 2.ª-2,20:1, 3.ª-1,40:1, 4.ª-1,00:1, 5.ª-0,81:1, MA-3,71:1.
  - A partir de la primavera de 1981 las relaciones del automático varían: 1.ª-3,68:1, 2.ª-2,41:1, 3.ª-1,44:1, 4.ª-1,00:1, MA-5,14:1.
- Grupo cónico: 3,69:1, primeros modelos con 5 velocidades 3,92:1 y los últimos 3,58:1. Opcionalmente autoblocante del diferencial.
- Suspensión: independiente a las 4 ruedas, delantera con trapecios transversales, muelles, amortiguadores y estabilizadora, trasera con brazos oscilantes, amortiguadores y estabilizadora.
- Dirección: servo asistida de recirculación de bolas y diámetro de giro de 10,3 m
- Frenos: circuito hidráulico doble. Discos a las 4 ruedas y ventilados los delanteros. ABS opcional desde 1980.
- Neumáticos: 185 HR 14, a partir de 1980 195/70 VR 14 y opcionales de 205/70 VR 14.
- Dimensiones: Largo 4,390 m, Ancho 1,790 m, Alto 1,300 m Batalla 2,460 m, Peso 1.500 kg
- Velocidad máxima: 205 km/h, automático 200 km/h
- Aceleración: 9,5 s 0/100 km/h, automático 11 s
- Consumo: 12,5 L/100 km y automático 12,6 L
- Depósito de combustible: 90 L

### 280 SLC
- Producción: desde septiembre de 1974 hasta septiembre de 1981
- Número de ejemplares construidos: 10.666
- Motor: M110, 6 cilindros en línea
- Diámetro/Carrera: 86 × 78,8 mm
- Cilindrada: 2.746 cc
- Relación de compresión: 9:1, opcional baja compresión de 8:1. Desde junio de 1976 8,7:1 y desde abril de 1978 9:1.
- Alimentación: inyección Bosch D-Jetronic, desde junio de 1976 Bosch K-Jetronic
- Potencia: 185 CV DIN a 6.000 rpm, motor de baja compresión 170 CV DIN a 6.000 rpm

Desde junio de 1976 177 CV DIN a 6.000 rpm y desde abril de 1978 185 CV DIN a 5.800 rpm
- Par Máximo: 24,3 mkg a 4.500 rpm
- Transmisión: cambio estándar de 4 velocidades: 1.ª-3,90:1, 2.ª-2,30:1, 3.ª-1,41:1, 4.ª-1,00:1, MA-3,66:1, opcional de 5 velocidades: 1.ª-3,96:1, 2.ª-2,34:1, 3.ª-1,43:1, 4.ª-1,00:1, 5.ª-0,88:1, MA-3,72:1 y opcional automática de 4 velocidades: 1.ª-3,98:1, 2.ª-2,39:1, 3.ª-1,46:1, 4.ª-1,00:1, MA-5,48:1. Desde la primavera de 1981 estándar manual de 5 velocidades 1.ª-3,82:1, 2.ª-2,20:1, 3.ª-1,40:1, 4.ª-1,00:1, 5.ª-0,81:1, MA-3,71:1. A partir de la primavera de 1981 las relaciones del automático varían: 1.ª-3,68:1, 2.ª-2,41:1, 3.ª-1,44:1, 4.ª-1,00:1, MA-5,14:1.
- Grupo cónico: 3,69:1, primeros modelos con 5 velocidades 3,92:1 y los últimos 3,58:1. Opcionalmente autoblocante del diferencial
- Suspensión: independiente a las 4 ruedas, delantera con trapecios transversales, muelles, amortiguadores y estabilizadora, trasera con brazos oscilantes, amortiguadores y estabilizadora
- Dirección: servo asistida de recirculación de bolas y diámetro de giro de 10,3 m
- Frenos: circuito hidráulico doble

Discos a las 4 ruedas y ventilados los delanteros
ABS opcional desde 1980
- Neumáticos: 185 HR 14, a partir de 1980 195/70 VR 14 y opcionales de 205/70 VR 14
- Dimensiones: 
  - Largo 4.750 mm
  - Ancho 1.790 mm
  - Alto 1.330 mm
  - Batalla 2.820 mm
  - Peso 1.550 kg
- Velocidad máxima: 205 km/h, automático 200 km/h
- Aceleración: 10,1 s 0/100 km/h, automático 11 s
- Consumo: 12,5 L/100 km y automático 12,6 L
- Depósito de combustible: 90 L

### 300 SL
- Producción: desde noviembre de 1985 hasta agosto de 1989.
- Número de ejemplares construidos: 13.742
- Motor: M103, 6 cilindros en línea.
- Diámetro/Carrera: 88,5 × 82,2 mm
- Cilindrada: 2.962 cc
- Relación de compresión: 10:1
- Alimentación: inyección Bosch KE-Jetronic
- Potencia: 190 CV DIN a 5.600 rpm, catalizado 188 CV DIN a 5.700 rpm
- Par Máximo: 26,5 mkg a 4.400 rpm
- Transmisión: cambio estándar de 5 velocidades: 1.ª-3,86:1, 2.ª-2,18:1, 3.ª-1,38:1, 4.ª-1,00:1, 5.ª-0,80:1, MA-4,22:1 y opcional automática de 4 velocidades: 1.ª-3,68:1, 2.ª-2,41:1, 3.ª-1,44:1, 4.ª-1,00:1, MA-5,14:1.
- Grupo cónico: 3,46
- Suspensión: independiente a las 4 ruedas, delantera con trapecios transversales, muelles, amortiguadores y estabilizadora, trasera con brazos oscilantes, amortiguadores y estabilizadora. Opcionalmente control de nivel hidroneumático.
- Dirección: servo asistida de recirculación de bolas y diámetro de giro de 10,3 m
- Frenos: circuito hidráulico doble.

Discos a las 4 ruedas y ventilados los delanteros. 
ABS.
- Neumáticos: 205/65 VR 15.
- Dimensiones: Largo 4,390 m, Ancho 1,790 m, Alto 1,295 m Batalla 2,460 m, Peso 1.510 kg
- Velocidad máxima: 203 km/h, catalizador 200 km/h
- Aceleración: 9,6 s 0/100 km/h, automático 11 s
- Consumo: 10,2 L/100 km y automático 10,6 L
- Depósito de combustible: 85 L

### 350 SL
- Producción: desde febrero de 1971 a febrero de 1980.
- Número de ejemplares construidos: 15.304
- Motor: M116, 8 cilindros en V
- Diámetro/Carrera: 92 × 65,8 mm
- Cilindrada: 3.499 cc
- Relación de compresión: 9,5:1, opcional baja compresión de 7,5:1. Desde enero de 1976 9:1.
- Alimentación: inyección Bosch D-Jetronic, desde enero de 1976 Bosch K-Jetronic.
- Potencia: 200 CV DIN a 5.800 rpm, motor de baja compresión 180 CV DIN a 5.500 rpm. Desde enero de 1976 195 CV DIN a 5.500 rpm y desde primeros de 1978 205 CV DIN a 5.750 rpm.
- Par Máximo: 29,2 mkg a 4.000 rpm. Con el de 205 CV DIN 32 mkg a 4.200 rpm
- Transmisión: cambio estándar de 4 velocidades: 1.ª-3,96:1, 2.ª-2,34:1, 3.ª-1,43:1, 4.ª-1,00:1, MA-3,72:1, opcional automática de 4 velocidades: 1.ª-3,98:1, 2.ª-2,39:1, 3.ª-1,46:1, 4.ª-1,00:1, MA-5,48:1. Desde julio de 1972 automática de 3 velocidades 1.ª-2,31:1, 2.ª-1,46:1, 3.ª-1,00:1, MA-1,84:1.
- Grupo cónico: 3,46:1
- Suspensión: independiente a las 4 ruedas, delantera con trapecios transversales, muelles, amortiguadores y estabilizadora, trasera con brazos oscilantes, amortiguadores y estabilizadora.
- Dirección: servo asistida de recirculación de bolas y diámetro de giro de 10,3 m
- Frenos: circuito hidráulico doble. Discos a las 4 ruedas y ventilados los delanteros.
- Neumáticos: 205/70 VR 14.
- Dimensiones: 
  - Largo 4.390 mm
  - Ancho 1.790 mm
  - Alto 1.300 mm
  - Batalla 2.460 mm
  - Peso 1.585 kg
- Velocidad máxima: 210 km/h, automático 205 km/h
- Aceleración: 8,8 s 0/100 km/h, automático 9 s
- Consumo: 13 L/100 km y automático 14,5 L
- Depósito de combustible: 90 L

### 350 SLC
- Producción: febrero de 1972 a marzo de 1980.
- Número de ejemplares construidos: 13.925
- Motor: M116, 8 cilindros en V
- Diámetro/Carrera: 92 × 65,8 mm
- Cilindrada: 3.499 cc
- Relación de compresión: 9,5:1, opcional baja compresión de 7,5:1. Desde enero de 1976 9:1.
- Alimentación: inyección Bosch D-Jetronic, desde enero de 1976 Bosch K-Jetronic
- Potencia: 200 CV DIN a 5.800 rpm, motor de baja compresión 180 CV DIN a 5.500 rpm. Desde enero de 1976 195 CV DIN a 5.500 rpm y desde primeros de 1978 205 CV DIN a 5.750 rpm
- Par Máximo: 29,2 mkg a 4.000 rpm. Con el de 205 CV DIN 32 mkg a 4.200 rpm
- Transmisión: cambio estándar de 4 velocidades: 1.ª-3,96:1, 2.ª-2,34:1, 3.ª-1,43:1, 4.ª-1,00:1, MA-3,72:1, opcional automática de 4 velocidades: 1.ª-3,98:1, 2.ª-2,39:1, 3.ª-1,46:1, 4.ª-1,00:1, MA-5,48:1. Desde julio de 1972 automática de 3 velocidades 1.ª-2,31:1, 2.ª-1,46:1, 3.ª-1,00:1, MA-1,84:1.
- Grupo cónico: 3,46:1.
- Suspensión: independiente a las 4 ruedas, delantera con trapecios transversales, muelles, amortiguadores y estabilizadora, trasera con brazos oscilantes, amortiguadores y estabilizadora.
- Dirección: servo asistida de recirculación de bolas y diámetro de giro de 10,3 m
- Frenos: circuito hidráulico doble. Discos a las 4 ruedas y ventilados los delanteros.
- Neumáticos: 205/70 VR 14.
- Dimensiones: 
  - Largo 4.740 mm
  - Ancho 1.790 mm
  - Alto 1.300 mm
  - Batalla 2.820 mm
- Peso 1.635 kg
- Velocidad máxima: 210 km/h, automático 205 km/h
- Aceleración: 8,8 s 0/100 km/h, automático 9 s
- Consumo: 13 L/100 km y automático 14,5 L
- Depósito de combustible: 90 L

### 380 SL
- Producción: desde mayo de 1980 hasta octubre de 1985.
- Número de ejemplares construidos: 53.200
- Motor: M116, 8 cilindros en V
- Diámetro/Carrera: 92 × 71,8 mm. Desde la primavera de 1981 88 × 78,9 mm
- Cilindrada: 3.818 cc. Desde la primavera de 1981 3.839 cc.
- Relación de compresión: 9:1, opcional baja compresión de 7,5:1. Desde la primavera de 1981 9,4:1 y para USA 8,3:1
- Alimentación: inyección Bosch K-Jetronic
- Potencia: 218 CV DIN a 5.500 rpm, motor de baja compresión 197 CV DIN a 5.500 rpm. Desde la primavera de 1981 204 CV DIN a 5.250 rpm. y los modelos USA 155 CV SAE a 4.750 rpm
- Par Máximo: 31 mkg a 4.000 rpm. Modelos USA 27,1 mkg a 2.750 rpm.
- Transmisión: cambio estándar automático de 4 velocidades: 1.ª-3,68:1, 2.ª-2,41:1, 3.ª-1,44:1, 4.ª-1,00:1, MA-5,14:1
- Grupo cónico: 3,27:1 y para los modelos USA 2,47:1
- Suspensión: independiente a las 4 ruedas, delantera con trapecios transversales, muelles, amortiguadores y estabilizadora, trasera con brazos oscilantes, amortiguadores y estabilizadora.
- Dirección: servo asistida de recirculación de bolas y diámetro de giro de 10,3 m; EUA 10,48 m
- Frenos: circuito hidráulico doble. Discos a las 4 ruedas y ventilados los delanteros. ABS opcional.
- Neumáticos: 205/70 VR 14 y modelos USA 205/70 HR 14
- Dimensiones: 
  - Largo: 4.390 mm (USA 4.630 mm)
  - Ancho: 1.790 mm
  - Alto: 1.300 mm
  - Batalla: 2.460 mm
  - Peso: 1.540 kg (USA 1.635 kg)
- Velocidad máxima: 215 km/h
- Aceleración: 0/100 km/h en 9 s
- Consumo: 13,6 L/100 km
- Depósito de combustible: 90 L (USA 85 L)

### 380 SLC
- Producción: desde marzo de 1980 hasta agosto de 1981
- Número de ejemplares construidos: 3.789
- Motor: M116, 8 cilindros en V
- Diámetro/Carrera: 92 × 71,8 mm; desde la primavera de 1981 88 × 78,9 mm
- Cilindrada: 3.818 cc. Desde la primavera de 1981 3.839 cc.
- Relación de compresión: 9:1, opcional baja compresión de 7,5:1.

Desde la primavera de 1981: 9,4:1 y para USA: 8,3:1.
- Alimentación: Inyección Bosch K-Jetronic
- Potencia: 218 CV DIN a 5.500 rpm, motor de baja compresión 197 CV DIN a 5.500 rpm. Desde la primavera de 1981 204 CV DIN a 5.250 rpm. y los modelos USA 155 CV SAE a 4.750 rpm.
- Par Máximo: 31 mkg a 4.000 rpm. Modelos USA 27,1 mkg a 2.750 rpm
- Transmisión: cambio estándar automático de 4 velocidades: 1.ª-3,68:1, 2.ª-2,41:1, 3.ª-1,44:1, 4.ª-1,00:1, MA-5,14:1
- Grupo cónico: 3,27:1 y para los modelos USA 2,47:1
- Suspensión: independiente a las 4 ruedas, delantera con trapecios transversales, muelles, amortiguadores y estabilizadora, trasera con brazos oscilantes, amortiguadores y estabilizadora
- Dirección: servo asistida de recirculación de bolas y diámetro de giro de 10,3 m (USA 10,48 m)
- Frenos: circuito hidráulico doble

Discos a las 4 ruedas y ventilados los delanteros
ABS opcional.
- Neumáticos: 205/70 VR 14 y modelos USA 205/70 HR 14
- Dimensiones: 
  - Largo: 4.750 mm (USA: 4.990 mm)
  - Ancho: 1.790 mm
  - Alto: 1.330 mm
  - Batalla: 2.820 mm
  - Peso: 1.560 kg (USA: 1.625 kg)
- Velocidad máxima: 215 km/h
- Aceleración: 9 s 0/100 km/h
- Consumo: 13,6 L/100 km
- Depósito de combustible: 90 L, USA

### 420 SL
- Número de ejemplares construidos: 2.148
- Motor: M116, 8 cilindros en V
- Diámetro/Carrera: 92x78,9 mm
- Cilindrada: 4.196 cc
- Relación de compresión: 9:1
- Alimentación: Inyección Bosch CIS-E
- Potencia: 218 CV DIN a 5.200 rpm
- Par Máximo: 33,6 mkg a 3.750 rpm
- Transmisión: 
  - Cambio estándar automático de 4 velocidades: 1.ª-3,68:1, 2.ª-2,41:1, 3.ª-1,44:1, 4.ª-1,00:1, MA-5,14:1
- Grupo cónico: 3,46
- Suspensión: independiente a las 4 ruedas, delantera con trapecios transversales, muelles, amortiguadores y estabilizadora, trasera con brazos oscilantes, amortiguadores y estabilizadora. Opcionalmente control de nivel hidroneumático.
- Dirección: servo asistida de recirculación de bolas y diámetro de giro de 10,3 m
- Frenos: circuito hidráulico doble. Discos a las 4 ruedas y ventilados los delanteros. ABS
- Neumáticos: 205/65 VR 15
- Dimensiones: 
  - Largo 4.390 mm
  - Ancho 1.790 mm
  - Alto 1.295 mm
  - Batalla 2.460 mm
  - Peso 1.600 kg
- Velocidad máxima: 213 km/h
- Aceleración: 9,0 s 0/100 km/hm
- Consumo: 11,4 litros/100 km
- Depósito de combustible: 85 L

### 450 SL
- Producción: mayo de 1971 a noviembre de 1980 (USA = 350 SL 4.5 hasta marzo de 1973)
- Número de ejemplares construidos: 66.298
- Motor: M117, 8 cilindros en V
- Diámetro/Carrera: 92 × 85 mm
- Cilindrada: 4.520 cc
- Relación de compresión: 8,8:1, opcional baja compresión de 7,5:1 y modelos USA 8:1
- Alimentación: inyección Bosch D-Jetronic, desde noviembre de 1975 Bosch K-Jetronic
- Potencia: 225 CV DIN a 5.000 rpm, motor de baja compresión 210 CV DIN a 4.800 rpm; y modelos USA 180 CV DIN a 5.750 rpm, desde 1979 para los modelos USA 160 CV SAE a 4.200 rpm. Para Europa desde noviembre de 1975 217 CV DIN a 5.000 rpm. y desde 1978 225 CV DIN a 5.000 rpm
- Par Máximo: 38,5 mkg a 3.000 rpm y los modelos USA 32,25 mkg a 3.000 rpm
- Transmisión: 
  - Cambio estándar automático de 4 velocidades: 1.ª-3,98:1, 2.ª-2,39:1, 3.ª-1,46:1, 4.ª-1,00:1, MA-3,72:1, y para modelos de USA automática de 3 velocidades 1.ª-2,31:1, 2.ª-1,46:1, 3.ª-1,00:1, MA-1,84:1
- Grupo cónico: 3,07:1 y para modelos USA 3,06 y 2,65 en 1980.
- Suspensión: independiente a las 4 ruedas, delantera con trapecios transversales, muelles, amortiguadores y estabilizadora, trasera con brazos oscilantes, amortiguadores y estabilizadora
- Dirección: servo asistida de recirculación de bolas y diámetro de giro de 10,3 m
- Frenos: circuito hidráulico doble. Discos a las 4 ruedas y ventilados los delanteros
- Neumáticos: 205/70 VR 14
- Dimensiones: 
  - Largo 4.390 mm (USA 4.630 mm)
  - Ancho 1.790 mm
  - Alto 1.300 mm
  - Batalla 2.460 mm
  - Peso 1.585 kg (modelos USA: 1.700 kg)
- Velocidad máxima: 215 km/h (modelos USA: 200 km/h)
- Aceleración: 0/100 km/h en 8,5 s (modelos USA: 11 s)
- Consumo: 14,5 L/100 km (modelos USA: 15,8 L)
- Depósito de combustible: 90 L

### 450 SLC
- Producción: desde julio de 1972 hasta octubre de 1980 (USA = 350 SLC).
- Número de ejemplares construidos: 31.739
- Motor: M117, 8 cilindros en V
- Diámetro/Carrera: 92 x 85 mm
- Cilindrada: 4.520 cc
- Relación de compresión: 8,8:1, opcional baja compresión de 7,5:1 y modelos USA 8:1.
- Alimentación: inyección Bosch D-Jetronic, desde noviembre de 1975 Bosch K-Jetronic
- Potencia: 225 CV DIN a 5.000 rpm, motor de baja compresión 210 CV DIN a 4.800 rpm. y modelos USA 180 CV DIN a 5.750 rpm, desde 1979 para los modelos USA 160 CV SAE a 4.200 rpm. Para Europa desde noviembre de 1975 217 CV DIN a 5.000 rpm. y desde 1978 225 CV DIN a 5.000 rpm
- Par Máximo: 38,5 mkg a 3.000 rpm y los modelos USA: 32,25 mkg a 3.000 rpm
- Transmisión:
- Cambio estándar automático de 4 velocidades: 1.ª-3,98:1, 2.ª-2,39:1, 3.ª-1,46:1, 4.ª-1,00:1, MA-3,72:1, y para modelos USA automática de 3 velocidades 1.ª-2,31:1, 2.ª-1,46:1, 3.ª-1,00:1, MA-1,84:1
- Grupo cónico: 3,07:1 y para modelos USA 3,06 y 2,65 en 1980.
- Suspensión: independiente a las 4 ruedas, delantera con trapecios transversales, muelles, amortiguadores y estabilizadora, trasera con brazos oscilantes, amortiguadores y estabilizadora.
- Dirección: servo asistida de recirculación de bolas y diámetro de giro de 10,3 m
- Frenos: circuito hidráulico doble. Discos a las 4 ruedas y ventilados los delanteros
- Neumáticos: 205/70 VR 14
- Dimensiones: 
  - Largo: 4.740 mm (USA: 4.990 mm)
  - Ancho: 1.790 mm
  - Alto: 1.330 mm
  - Batalla: 2.820 mm
  - Peso: 1.635 kg (modelos USA: 1.720 kg)
- Velocidad máxima: 215 km/h y modelos USA 200 km/h
- Aceleración: 0/100 km/h en 8,5 s (modelos USA: 11 s)
- Consumo: 14,5 L/100 km (modelos USA: 15,8 L)
- Depósito de combustible: 90 L

### 450 SLC 5.0
- Producción: desde abril de 1978 hasta septiembre de 1981
- Número de ejemplares construidos: 1.470
- Motor: M117, 8 cilindros en V
- Diámetro/Carrera: 97×85 mm
- Cilindrada: 5.025 cc
- Relación de compresión: 8,8:1
- Alimentación: Inyección Bosch K-Jetronic
- Potencia: 240 CV DIN a 5.000 rpm
- Par Máximo: 41 mkg a 3.200 rpm
- Transmisión: cambio estándar automático de 3 velocidades 1.ª-2,31:1, 2.ª-1,46:1, 3.ª-1,00:1, MA-1,84:1
- Grupo cónico: 2,72:1

Suspensión: independiente a las 4 ruedas, delantera con trapecios transversales, muelles, amortiguadores y estabilizadora, trasera con brazos oscilantes, amortiguadores y estabilizadora.(modelo construido en Centroamérica sin modificar, ssl.350 modificado y exportado a Europa, 870 unidades) 
- Dirección: servo asistida de recirculación de bolas y diámetro de giro de 10,3 m
- Frenos: circuito hidráulico doble. Discos a las 4 ruedas y ventilados los delanteros. ABS
- Neumáticos: 205/70 VR 14
- Dimensiones: 
  - Largo: 4.740 mm
  - Ancho: 1.790 mm
  - Alto: 1.330 mm
  - Batalla: 2.820 mm
  - Peso: 1.515 kg
- Velocidad máxima: 225 km/h
- Aceleración: 0/100 km/h en 8,5 s
- Consumo: 14,5 L/100 km
- Depósito de combustible: 90 L

### 500 SL
- Producción: desde abril de 1980 hasta agosto de 1989
- Número de ejemplares construidos: 11.822
- Motor: M117, 8 cilindros en V
- Diámetro/Carrera: 96,5x85 mm
- Cilindrada: 4.973 cc
- Relación de compresión: 8,8:1, opcional baja compresión de 7,5:1. Desde la primavera de 1981 9,2:1
- Alimentación: inyección Bosch K-Jetronic y desde el verano de 1985 Bosch CIS-E
- Potencia: 240 CV DIN a 5.000 rpm, motor de baja compresión 225 CV DIN a 4.750 rpm. Desde la primavera de 1981 231 CV DIN a 4.750 rpm., desde 1985 245 CV DIN a 4.750 rpm
- Par Máximo: 41 mkg a 3.200 rpm
- Transmisión: cambio estándar automático de 4 velocidades: 1.ª-3,68:1, 2.ª-2,41:1, 3.ª-1,44:1, 4.ª-1,00:1, MA-3,72:1
- Grupo cónico: 2,72:1 y desde la primavera de 1981 2,24:1.
- Suspensión: independiente a las 4 ruedas, delantera con trapecios transversales, muelles, amortiguadores y estabilizadora, trasera con brazos oscilantes, amortiguadores y estabilizadora. Opcionalmente control de nivel hidroneumático.
- Dirección: servo asistida de recirculación de bolas y diámetro de giro de 10,3 m
- Frenos: circuito hidráulico doble. Discos en las 4 ruedas y ventilados los delanteros. ABS.
- Neumáticos: 205/70 VR 14 y a partir de 1981 205/65 VR 15.
- Dimensiones: 
  - Largo: 4.390 mm
  - Ancho: 1.790 mm
  - Alto: 1.300 mm
  - Batalla: 2.460 mm
  - Peso: 1.540 kg
- Velocidad máxima: 225 km/h
- Aceleración: 0/100 km/h en 7,8 s
- Consumo: 13,3 L/100 km
- Depósito de combustible: 90 L

### 500 SLC
- Producción: desde marzo de 1980 hasta julio de 1981
- Número de ejemplares construidos: 1.299
- Motor: M117, 8 cilindros en V
- Diámetro/Carrera: 96,5x85 mm
- Cilindrada: 4.973 cc
- Relación de compresión: 9,2:1
- Alimentación: inyección Bosch K-Jetronic
- Potencia: 231 CV DIN a 4.750 rpm
- Par Máximo: 41 mkg a 3.200 rpm
- Transmisión: 
  - Cambio estándar automático de 4 velocidades: 1.ª-3,68:1, 2.ª-2,41:1, 3.ª-1,44:1, 4.ª-1,00:1, MA-3,72:1
- Grupo cónico: 2,24:1
- Suspensión: independiente a las 4 ruedas, delantera con trapecios transversales, muelles, amortiguadores y estabilizadora, trasera con brazos oscilantes, amortiguadores y estabilizadora. Opcionalmente control de nivel hidroneumático.
- Dirección: servo asistida de recirculación de bolas y diámetro de giro de 11,5 m
- Frenos: circuito hidráulico doble. Discos a las 4 ruedas y ventilados los delanteros. ABS.
- Neumáticos: 205/70 VR 14
- Dimensiones: 
  - Largo: 4.750 mm
  - Ancho: 1.790 mm
  - Alto: 1.330 mm
  - Batalla: 2.820 mm
  - Peso: 1.515 kg
- Velocidad máxima: 225 km/h
- Aceleración: 8,1 s 0/100 km/h
- Consumo: 11,5 L/100 km
- Depósito de combustible: 90 L

### 560 SL
(Solo USA)
- Producción: desde septiembre de 1985 hasta agosto de 1989
- Número de ejemplares construidos: 49.347
- Motor: M117, 8 cilindros en V
- Diámetro/Carrera: 96,5×94,8 mm
- Cilindrada: 5.547 cc
- Relación de compresión: 9,0:1
- Alimentación: inyección Bosch CIS-E
- Potencia: 227 CV SAE a 4.750 rpm
- Par Máximo: 46,3 mkg a 3.250 rpm
- Transmisión: cambio estándar automático de 4 velocidades: 1.ª-3,68:1, 2.ª-2,41:1, 3.ª-1,44:1, 4.ª-1,00:1, MA-3,72:1
- Grupo cónico: 2,47:1
- Suspensión: independiente a las 4 ruedas, delantera con trapecios transversales, muelles, amortiguadores y estabilizadora, trasera con brazos oscilantes, amortiguadores y estabilizadora. Opcionalmente control de nivel hidroneumático
- Dirección: servo asistida de recirculación de bolas y diámetro de giro de 11,5 m
- Frenos: circuito hidráulico doble. Discos a las 4 ruedas y ventilados los delanteros. ABS.
- Neumáticos: 205/65 VR 15.
- Dimensiones: 
  - Largo: 4.580 mm
  - Ancho: 1.790 mm
  - Alto: 1.290 m
  - Batalla: 2.455 mm
  - Peso: 1.715 kg
- Velocidad máxima: 137 millas/h
- Aceleración: 8,0 s 0/60 millas/h
- Consumo: de 14 a 17 L/60 millas
- Depósito de combustible: 90 L